# Spelaeoecia mayan
Spelaeoecia mayan is een mosselkreeftjessoort uit de familie van de Deeveyidae. De wetenschappelijke naam van de soort is voor het eerst geldig gepubliceerd in 1998 door Kornicker & Iliffe.